# Serge Montigny
Pour les articles homonymes, voir Montigny.
Serge Montigny, pseudonyme du journaliste Serge Labrunie, né le 16 avril 1922 à Saint-Caprais-de-Lerm, en Lot-et-Garonne, et mort le 11 mars 2005 à Issigeac, en Dordogne, est un auteur français de roman psychologique et de roman policier.

## Biographie
À 16 ans, il fonde à Toulouse la revue littéraire Jeunesse nouvelle. Pendant la Seconde Guerre mondiale, il s'engage dans la Marine marchande, puis dans la Marine nationale. En juillet 1943, il franchit clandestinement la frontière espagnole, est capturé à Lérida, mais parvient à s'évader. Il rejoint en janvier 1944 les Forces françaises libres en Angleterre. Après la guerre, il retourne un temps à Toulouse, collabore à différents journaux, publie des nouvelles et occupe un poste de représentant du livre auprès d'éditeurs et de libraires du Sud-Ouest français.
En 1949, il monte à Paris et entre comme journaliste au journal Combat où il gère le courrier littéraire. À partir de 1954, et jusqu'en 1980, il est directeur du service de presse des Éditions du Seuil. Chez cet éditeur, il publie sous le pseudonyme de Serge Montigny deux romans psychologiques au tournant des années 1960 avant de donner, dans les années 1970, deux romans policiers, dont Une fleur pour mourir, qui remporte le prix du Quai des Orfèvres en 1976.
Il retourne en Lot-et-Garonne en 1980. Président du Centre régional des lettres de 1987 à 1989, il fonde les assises du livre de la jeunesse. En 1995, il participe à l'ouverture de la bibliothèque de sa commune natale de Saint-Caprais-de Lerm qui porte son nom.

## Œuvre

### Romans
- Nous ne sommes pas seuls, Paris, Seuil, 1959 ; réédition, Paris, Le Livre de poche no 4992, 1977
- L'Âme en feu, Paris, Seuil, 1961
- Une fleur pour mourir, Paris, Fayard, 1975 ; réédition, Paris, Librairie des Champs-Élysées, Le Club des Masques no 403, 1980 ; réédition, Genève, Édito-Service, « Les Classiques du crime » no 59, 1984
- Meurtres pour dames, Paris, Librairie des Champs-Élysées, Le Masque no 1542, 1978

### Théâtre
- Les Bouffons de Troie, farce en trois journées, Toulouse, Delort, 1978
- Je t'appelerai indulgence, 1987 (montée en 1987 dans une mise en scène de Pierre Forest, avec Emmanuel Schaeffer)

## Prix et récompenses
- Prix du Quai des Orfèvres 1976, décerné à Une fleur pour mourir

## Source
- Claude Mesplède (dir.), Dictionnaire des littératures policières, vol. 1 : A - I, Nantes, Joseph K, coll. « Temps noir », 2007, 1054 p. (ISBN 978-2-910-68644-4, OCLC 315873251), p. 311.